# Songs for a Tailor
Songs for a Tailor je první sólové studiové album skotského hudebníka Jacka Bruce. Vydáno byl o 29. srpna roku 1969 společností Polydor Records a jeho producentem byl Felix Pappalardi. V říjnu 1969 vyšlo také ve Spojených státech amerických, kde jej vydala společnost Atco Records. Přestože jde o Bruceovo první vydanou sólovou desku, již v roce 1968 nahrál album Things We Like, které však vyšlo až roku 1970.

## Seznam skladeb
všechny texty napsal Pete Brown, hudbu složil Jack Bruce.
1. Never Tell Your Mother She's Out of Tune – 3:41
2. Theme for an Imaginary Western – 3:30
3. Tickets to Water Falls – 3:00
4. Weird of Hermiston – 2:24
5. Rope Ladder to the Moon – 2:54
6. The Ministry of Bag – 2:49
7. He the Richmond – 3:36
8. Boston Ball Game 1967 – 1:45
9. To Isengard – 5:28
10. The Clearout – 2:35

## Obsazení
- Jack Bruce – zpěv, doprovodné vokály, baskytara, varhany, klavír, kytara, violoncello
- Harry Beckett – trubka
- George Harrison – kytara v „Never Tell Your Mother She's Out of Tune“ (uveden jako „L'Angelo Misterioso“)
- Dick Heckstall-Smith – tenorsaxofon, sopránsaxofon
- Jon Hiseman – bicí
- Henry Lowther – trubka
- John Marshall – bicí
- John Mumford – pozoun
- Felix Pappalardi – perkuse, zpěv, kytara
- Chris Spedding – kytara
- Art Themen – tenorsaxofon, sopránsaxofon